# Gabriela Spanic
Gabriela Elena Spanic Utrera est un mannequin et actrice de télévision vénézuélienne, né à Ortiz (Guárico) le 10 décembre 1973.

## Biographie

### Vie personnelle
Gabriela Spanic a une sœur jumelle,  Daniela, une sœur plus jeune, Patricia, et un frère, Antonio. La famille Spanic est une famille croate- vénézuélienne. Son père a émigré avec ses grands-parents de Croatie au Venezuela en 1947.
Gabriela Spanic fait des études de psychologie, mais un an plus tard, elle interrompt ses études pour poursuivre sa carrière d'actrice. Elle suit des cours au centre de recherche du "Théâtre Luz Columba" et divers cours au "Centre professionnel de communication" et à l'"Atelier libre pour les acteurs". Elle fait une incursion dans le mannequinat et assiste à "Herman's anitic".
En 2008, elle donne naissance à un fils nommé Gabriel de Jesús.

### Vie professionnelle
En 1992 elle participe à l'élection de Miss Venezuela, en représentant son état natal, Guárico, ce qui lui a permis de commencer sa carrière d'actrice, avec des apparitions dans des telenovelas vénézuéliennes, comme dans Morena Clara, où elle interprète l'antagoniste Linda Prado.
En 1994 elle tient son premier rôle protagoniste dans la telenovela Como tú ninguna, qui est diffusée pendant deux ans au Venezuela. Cette telenovela est une des telenovelas les plus célèbres du pays, qui a eu un grand succès à la fois en national et à l'international.
Après son rôle d'Amaranta dans Todo por tu amor, elle va au Mexique pour participer à La usurpadora, ce qui la lance à l'international.
Après plusieurs années à Televisa, en 2002 elle signe un contrat avec Telemundo où elle joue dans plusieurs telenovelas.
Elle participe à Soy tu dueña. Depuis 2011, elle travaille pour TV Azteca dans Emperatriz et La otra cara del alma.
En 2014 elle fait une participation spéciale dans la telenovela Siempre tuya Acapulco.

## Télévision

### Telenovelas
- Adorable Mónica (Venevision 1990)
- Mundo de fieras (Venevisión 1991-1992)
- Rosangélica (Venevisión 1991) - Carla
- Divina Obsesión (Venevisión 1992)
- La loba herida (Venevisión 1992)
- Morena Clara (Venevisión 1993) - Linda Prado
- María Celeste (Venevisión 1994) - Celina Hidalgo
- Como tú ninguna (Venevision 1994-1995) - Gilda Barreto /Raquel Sandoval
- Quirpa de 3 Mujeres (Venevisión 1996) - Emiliana Echeverría Salazar
- Todo por tu amor (Venevisión 1997) - Amaranta Rey
- La usurpadora (Televisa 1998) - Paulina Martinez/Paola Bracho
- Por tu amor (Televisa 1999) - Aurora de Montalvo/María del Cielo Montalvo de Durán
- La intrusa (Televisa 2001) - Virginia Martínez Roldán/Vanessa Martínez Roldan
- La venganza (Telemundo 2002-2003) - Valentina Díaz/Valentina Valerugo Fontana/Elena
- Prisionera (Telemundo 2004) - Guadalupe Santos
- Tierra de pasiones (Telemundo 2006) - Valeria San Román
- Soy tu dueña (Televisa 2010) - Ivana Dorantes Rangel
- Emperatriz (TV Azteca 2011) - Emperatriz Jurado
- La otra cara del alma (TV Azteca 2012-2013) - Alma Hernández Quijano

### Séries et téléfilms
- Decisiones (Telemundo)
  - Un amor verdadero (2005) - Isabella
  - Victoria (2005) - Victoria/Lucio
  - A la tercera va la vencida (2007) - Daniela